# Andrena chippewaensis
Andrena chippewaensis är en biart som beskrevs av Mitchell 1960. Andrena chippewaensis ingår i släktet sandbin, och familjen grävbin. Inga underarter finns listade i Catalogue of Life.